# Orgilus compactus
Orgilus compactus är en stekelart som beskrevs av Muesebeck 1970. Orgilus compactus ingår i släktet Orgilus och familjen bracksteklar. Inga underarter finns listade i Catalogue of Life.